# Maximilian von Arco-Valley

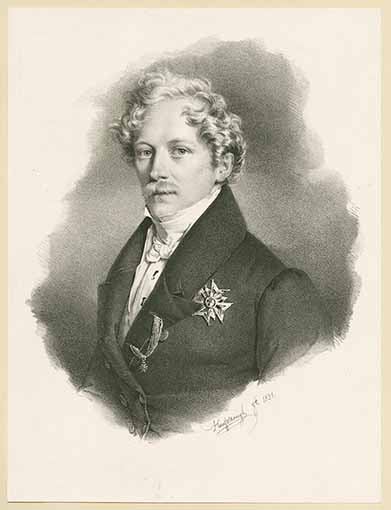
Graf Maximilian von Arco-Valley

Johann Maximilian Graf von und zu Arco auf Valley, genannt Bogen (* 8. April 1806 in München; † 23. Dezember 1875 in Venedig) war ein Gutsbesitzer und Politiker im Königreich Bayern.

## Leben
Als Abkömmling der Arco besuchte Arco-Valley bis zum Abitur 1823 das Wilhelmsgymnasium München. Er studierte an der Universität Straßburg und der Universität Landshut, die 1826 nach München verlegt wurde. Im selben Jahr wurde er in München im Corps Isaria aktiv. Er war Besitzer der Herrschaften St. Martin und Aurolzmünster in Österreich sowie der bayerischen Güter Valley, Adldorf, Malgersdorf, Oberköllnbach und Baumgarten. Maximilian von und zu Arco-Valley war auch Mitbegründer der Süddeutschen Bodenkreditbank.
1828 wurde er Mitglied der Kammer der Bayerischen Reichsräte auf Lebenszeit. Von 1868 bis 1870 gehörte er außerdem als Abgeordneter des Wahlkreises Schwaben 3 (Dillingen, Günzburg, Zusmarshausen) dem Zollparlament an. Dort vertrat er die politische Richtung der Bayerischen Patriotenpartei.